# Кумба Лело, Ги
Ги Кумба́ Лело́ (фр. Guy Koumba Lelo; род. 16 мая 1998, Либревиль) — габонский футболист, полузащитник.

## Карьера
В августе 2023 года футболист перешёл в грузинский клуб «Шукура» из другого грузинского клуба «Бахмаро». Дебютировал за клуб 17 сентября 2023 года в матче против клуба «Самтредиа», выйдя на замену на 92 минуте. По итогу сезона футболист провёл за клуб всего лишь 2 матча в рамках грузинского чемпионата, результативными передачами не отличившись и заняв итоговое последнее место, вылетев из сильнейшего дивизиона. По окончании сезона футболист покинул клуб.